# Großsteingrab Stasevang 2
Das Großsteingrab Stasevang 2 ist eine megalithische Grabanlage der jungsteinzeitlichen Nordgruppe der Trichterbecherkultur im Kirchspiel Karlebo in der dänischen Kommune Fredensborg.

## Lage
Das Grab liegt westlich von Kokkedal in der Mitte des Waldgebiets Stasevang. Es ist eines von insgesamt sechs bekannten Großsteingräbern in diesem Wald. Nur 50 m südlich befindet sich das Großsteingrab Stasevang 3. In der näheren Umgebung gibt bzw. gab es zahlreiche weitere megalithische Grabanlagen. 

## Forschungsgeschichte
In den Jahren 1884 und 1942 führten Mitarbeiter des Dänischen Nationalmuseums Dokumentationen der Fundstelle durch.

## Beschreibung
Die Anlage besitzt eine nord-südlich orientierte trapezförmige Hügelschüttung mit einer Länge von 32 m und einer Breite von 7 m im Norden bzw. 8 m im Süden. Von der Umfassung waren 1884 noch 25 Steine erhalten; ihre aktuelle Zahl ist unklar, im Bericht von 1942 werden sie nicht erwähnt.
Der Hügel enthält drei Grabkammern. Die erste Kammer liegt im Nordteil des Hügels und ist als Urdolmen anzusprechen. Sie ist nord-südlich orientiert und hat einen rechteckigen Grundriss. Sie hat eine Länge von 1,2 m und eine Breite von 0,7 m. Die Kammer besteht aus vier Wandsteinen, der Deckstein fehlt.
Die zweite Kammer liegt im Mittelteil des Hügels und ist ebenfalls als Urdolmen anzusprechen. Sie ist nord-südlich orientiert und hat einen rechteckigen Grundriss. Sie hat eine Länge von 1,5 m und eine Breite von 0,7 m. Die Kammer besteht aus drei Wandsteinen und einem Eingangs- oder Schwellenstein, der Deckstein fehlt.
Die dritte Kammer liegt im Südteil des Hügels. Hier sind nur zwei Wandsteine erkennbar, die keine Rückschlüsse auf die Orientierung, die Maße und den Typ der Kammer zulassen.